# 因特拉肯附近下里德

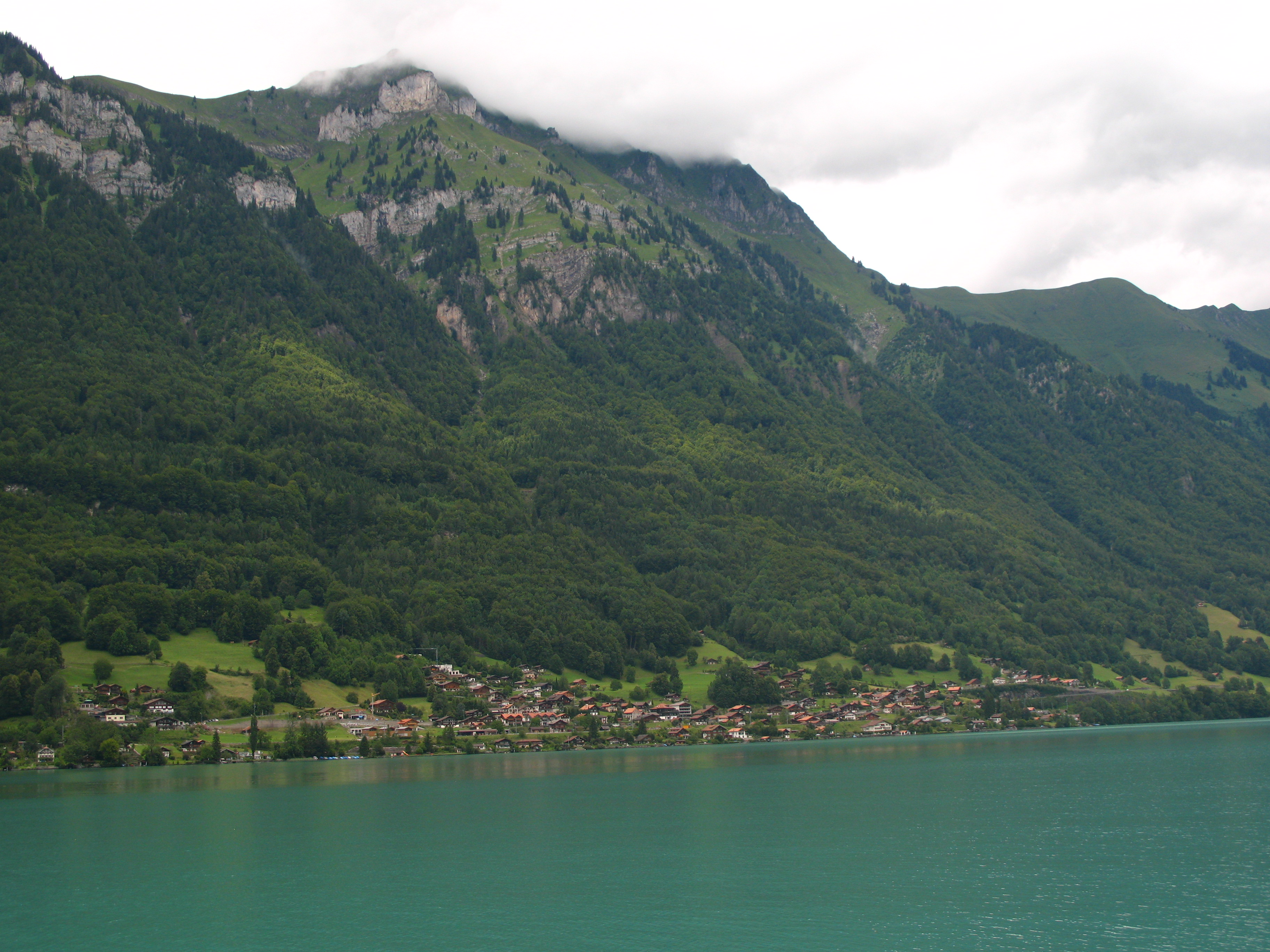

因特拉肯附近下里德是瑞士的城鎮，位於該國中西部，由伯恩州負責管轄，面積4.29平方公里，海拔高度578米，2011年人口345，七成人口信奉基督教，人口密度每平方公里80人。